# ایرانو
ایرانو (به ایتالیایی: Airuno) یک سکونتگاه مسکونی در ایتالیا است که در استان لکو واقع شده‌است.

## خصوصیات
ایرانو ۴٫۳ کیلومترمربع مساحت و ۲٬۷۴۹ نفر جمعیت دارد و ۲۲۲ متر بالاتر از سطح دریا واقع شده‌است.